# Ampheres
Genre
Synonymes
- Prosodreana Giltay, 1928
- Coelopygulus Roewer, 1931
- Zalonius Mello-Leitão, 1936
- Metampheroides Mello-Leitão, 1941
- Pizaius Soares, 1942

Ampheres est un genre d'opilions laniatores de la famille des Gonyleptidae.

## Distribution
Les espèces de ce genre sont endémiques du Brésil. Elles se rencontrent dans les États de São Paulo, de Rio de Janeiro et d'Espírito Santo.

## Liste des espèces
Selon World Catalogue of Opiliones (17/08/2021) :
- Ampheres fuscopunctatus (Soares, 1942)
- Ampheres leucopheus (Mello-Leitão, 1922)
- Ampheres luteus (Giltay, 1928)
- Ampheres tocantinus Roewer, 1943
- Ampheres triangularis (Roewer, 1931)

## Publication originale
- C. L. Koch, 1839 : Die Arachniden: Getreu nach der Natur abgebildet und beschrieben., vol. 5, p. 1–158 (texte intégral).